# Cap Le Moine
Cap Le Moine är en udde i Kanada.   Den ligger i provinsen Nova Scotia, i den östra delen av landet, 1 100 km öster om huvudstaden Ottawa. Cap Le Moine ligger på ön Kap Bretonön.
Terrängen inåt land är kuperad åt sydost, men västerut är den platt. Havet är nära Cap Le Moine åt nordväst. Runt Cap Le Moine är det mycket glesbefolkat, med 3 invånare per kvadratkilometer.. Närmaste större samhälle är Chéticamp, 13,5 km norr om Cap Le Moine. 
I omgivningarna runt Cap Le Moine växer i huvudsak blandskog.